# Jessie G. Garnett
Jessie G. Garnett (1897-1976) fue una odontóoga estadounidense, la primera mujer negra dentista de Boston, y la primera mujer negra que se graduó por la Escuela Universitaria Tufts de Medicina Dental.

## Primeros años y educación
Nació en Liverpool, Nueva Escocia, en 1897. Su madre era una modista; su padre falleció cuando ella era una niña pequeña. A los once años,  se mudó con su madre, sus dos hermanas mayores y su hermano más joven al barrio Roxbury de Boston. Asistió al Girls' High School, y luego estudió en la Universidad Tufts y en la Escuela Universitaria Tufts de Medicina Dental, graduándose en 1920. Fue la primera mujer negra en graduarse por la Escuela Dental Tufts, y la única mujer de su promoción.
Cuando se matriculó al principio en la escuela dental, rememoró más tarde en su vida, el decano pensó que tenía que haber habido una equivocación. Después de comprobar que había sido aceptada,  le advirtió, "Tendrás que encontrar tus propios pacientes,  sabes," a lo cual respondió, "Eso estará bien conmigo."

## Carrera
Abrió su primera clínica dental en la esquina de Tremont y Camden en el Bajo Roxbury. El negocio iba despacio los primeros años. Más tarde recordó, "Cuando empecé, los pacientes venían a la clínica y me veían. Preguntaban por el dentista. 'Soy la dentista,'  decía." Después de mudarse a Colombus Avenue por varios años, trasladó su casa y su clínica a la calle Munroe 80, donde se quedó para el resto de su carrera. En 1969, después de trabajar durante casi 50 años, tuvo que retirarse debido a la artritis de sus manos.
La doctora Garnett cofundó el capítulo Psi Omega de la sororidad Alfa Kappa Alfa en 1926. Fue miembro de NAACP y de la Liga Urbana, y sirvió en las juntas directivas de Boston YWCA, Freedom House, y la Iglesia Congregacional de St. Mark en Roxbury.

## Legado
En 1920 se casó con Robert Charles Garnett, un agente de policía de Boston de la Estación 5. La pareja tuvo dos niños y cuatro nietos.
Garnett falleció el 1 de septiembre de 1976, mientras asistía a misa. La beca Dra. Jessie Garnett-Dra. Mary Thompson fue establecida por el capítulo Psi Omega de la sororidad Alfa Kappa Alfa en la Escuela Dental Tufts más tarde ese año. (Mary Thompson era también una alumna de la Escuela Dental Tufts y notable humanitaria.)
La antigua clínica y casa de Garnett en la calle Munroe 80 fueron honradas con una placa por el Gremio de Patrimonio del Boston en 2009, y es una parada en el recorrido del Patrimonio de las Mujeres de Boston.